# Lecanora cinereofusca
Lecanora cinereofusca är en lavart som beskrevs av Hugo Magnusson. Lecanora cinereofusca ingår i släktet Lecanora och familjen Lecanoraceae.   Inga underarter finns listade i Catalogue of Life.